# اليساندرو فرارا
اليساندرو فرارا (بالإيطالية: Alessandro Frara)‏ (7 نوفمبر 1982 بتورينو في إيطاليا - ) هو لاعب كرة قدم إيطالي في مركز الوسط. شارك مع منتخب إيطاليا تحت 16 سنة لكرة القدم ومنتخب إيطاليا تحت 18 سنة لكرة القدم. أما مع النوادي، فقد لعب مع نادي بولونيا ونادي ترنانا ونادي ريميني ونادي سبيزيا ونادي فاريسي ونادي فروسينوني ويوفنتوس.

## وصلات خارجية
- اليساندرو فرارا على موقع قاعدة بيانات كرة القدم.إي يو (الإنجليزية)
- اليساندرو فرارا على موقع عالم كرة القدم.نت (الإنجليزية)
- اليساندرو فرارا على موقع AS.com (الإسبانية)